# Floyd Jackman
Floyd Jackman (1885 - 1962) est un directeur de la photographie du cinéma américain.

## Filmographie
- 1918 : Whose Little Wife Are You? de Edward F. Cline
- 1921 : Call from the Wild de Wharton James
- 1922 : A Dangerous Adventure de Jack L. Warner et Sam Warner
- 1922 : Heroes of the Street de William Beaudine
- 1923 : Michael O'Halloran de James Leo Meehan
- 1923 : Call of the Wild de Fred Jackman
- 1924 : The King of the Wild Horses de Fred Jackman
- 1924 : Battling Orioles de Fred Guiol et Ted Wilde
- 1925 : Black Cyclone de Fred Jackman
- 1926 : Madame Mystery de Richard Wallace et Stan Laurel
- 1926 : Métier de chien (Dog Shy) de Leo McCarey
- 1926 : Vive le roi (Long Fliv the King) de Leo McCarey
- 1926 : Never Too Old de Richard Wallace
- 1926 : The Devil Horse de Fred Jackman
- 1926 : Along Came Auntie de Fred Guiol
- 1926 : Raggedy Rose de Richard Wallace
- 1926 : The Nickel-Hopper de F. Richard Jones et Hal Yates
- 1927 : Two-Time Mama de Fred Guiol
- 1927 : Should Men Walk Home? de Leo McCarey
- 1927 : Sans loi (No Man's Law) de Fred Jackman
- 1927 : Un ancien flirt (Love 'Em and Weep) de Fred Guiol
- 1927 : What Every Iceman Knows de Hal Yates
- 1927 : À bord du Miramar (Sailors Beware!) de Fred Guiol
- 1927 : Le Chant du coucou (Call of the Cuckoo) de Clyde Bruckman
- 1928 : Ton cor est à toi (You're Darn Tootin') de Edgar Kennedy